# Sephisa
Sephisa là một chi bướm ngày thuộc họ Nymphalidae.

## Hình ảnh

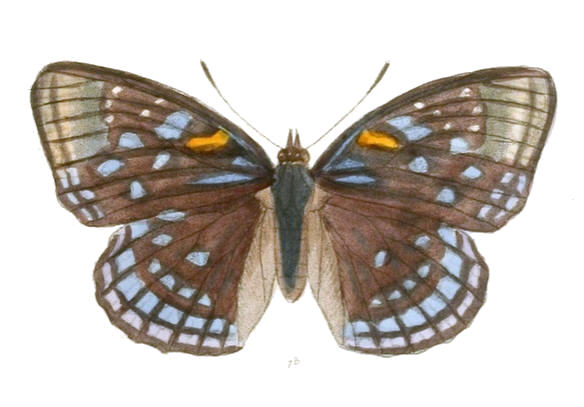
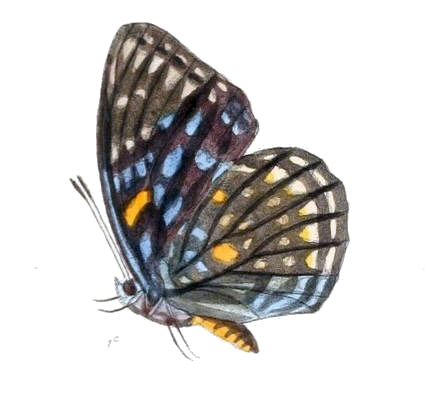
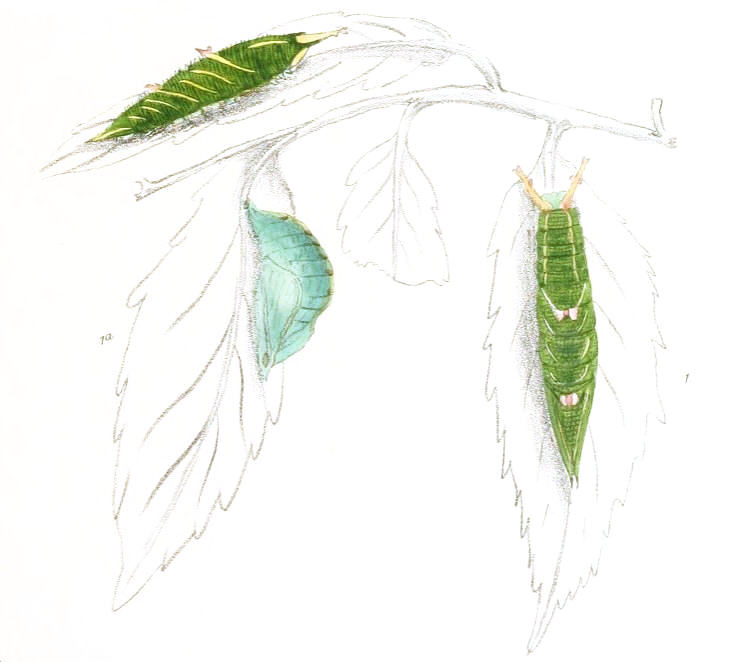
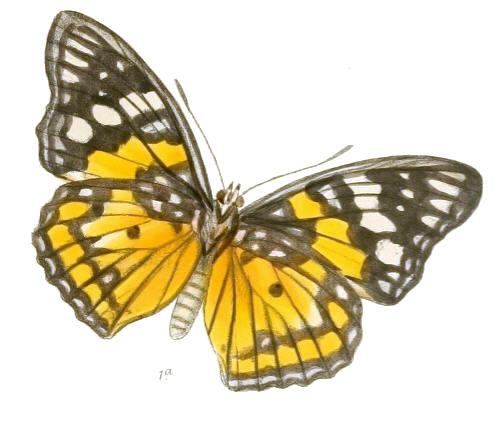